# قاچاقچی (فیلم)
«قاچاقچی» (انگلیسی: Smuggler (film)) یک فیلم است که در سال ۱۹۹۶ منتشر شد. از بازیگران آن می‌توان به دهر مندرا اشاره کرد.